# Holda

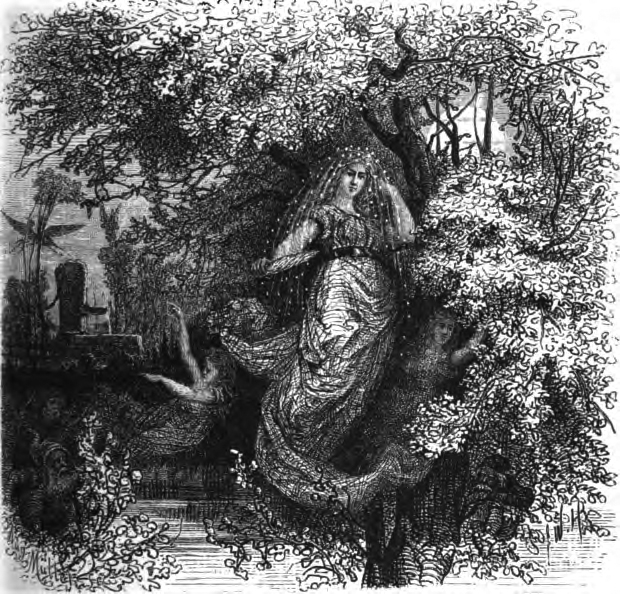
"Holda, dobra obrończyni" (1882) Friedrich Wilhelm Heine

Holda – mityczna germańska przewodniczka zmarłych, przyjaznych lub wrogich ludziom. Opiekunka nowo narodzonych i zmarłych. Sprowadzała wichurę i zamieć śnieżną. W południowych Niemczech zwana Perchtą.